# Florence Darel
Florence Darel (nacida en 1968) es una actriz francesa.

## Primeros años
Darel fue alumna de Maurice Sarrazin, el creador de Le Grenier de Toulouse, en su escuela de teatro parisina Le Grenier-Maurice Sarrazin.

## Vida personal
Ella es la esposa del compositor Pascal Dusapin, con quien tuvo un hijo en 2009.
En octubre de 2017, afirmó haber sido acosada sexualmente por Harvey Weinstein, y por productores franceses, incluido Jacques Dorfmann.

## Filmografía
- Erreur de jeunesse (1989)
- Les Jeux de société (telefilme, 1989)
- Le Champignon des Carpathes (1990)
- Cuento de primavera (1990)
- Uranus (1990)
- Il ladro di bambini (1992)
- Jeanne la Pucelle (1994)
- J'aimerais pas crever un dimanche (1998)
- Le Comte de Monte Cristo (miniserie, 1998)
- Napoleón (miniserie, 2002)
- Le Intermittenze del cuore (2003)
- Là-haut, un roi au-dessus des nuages (2003)
- Un printemps à Paris (2006)
- La Maison (2007)
- Como los demás (2008)